# Liburna

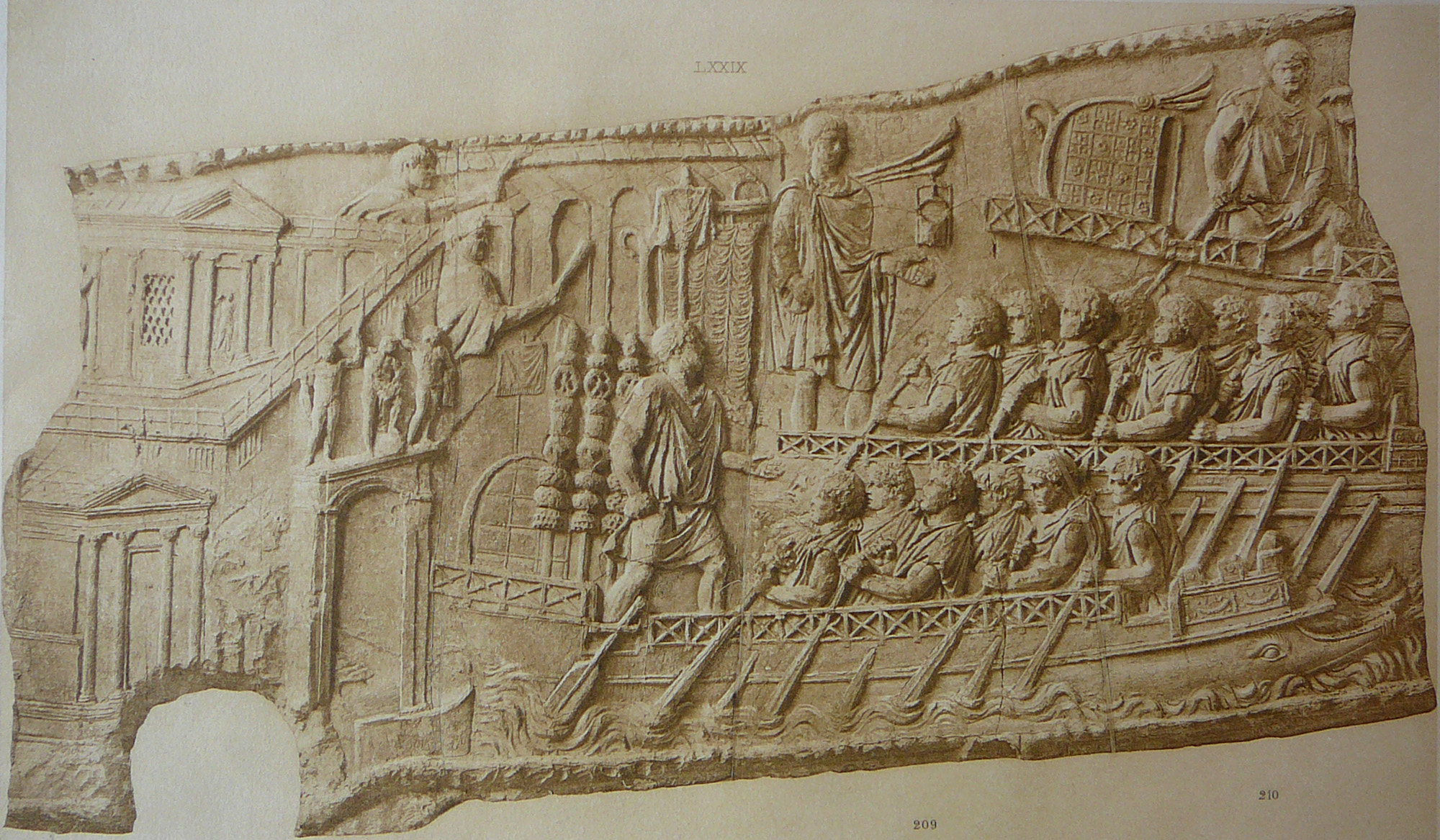
Birrems romans, probablement liburnes, de l'estol del Danubi en les guerres de Trajà contra els dacis.

La Liburna' o Liburnica  és una embarcació que té el seu origen a la Libúrnia, província de Dalmàcia i que s'emprava en la pirateria.
Amb l'auxili d'aquestes naus va vèncer August a Marc Antoni en la cèlebre batalla d'Àccium i des de llavors les armades romanes les van preferir. Les construïen amb les fustes de xiprer, de làrix i d'avet, amb clavaó de coure amb preferència a la de ferro.
Hi havia liburnes amb un ordre de remers (monorremes), com diu Augustine Jal en la seva obra  Arquéologie Navale , París, 1840. Afegeix que devien ser lleugeres, fàcils de governar i poc elevades. Altres més capaços, de dos, tres, quatre, cinc i fins i tot asseguraven que en la batalla d'Àccium n'hi va haver de sis ordres i de més, com admet Vegeci en  Epitoma rei militaris .

 Segons Eutropi portaven esperó.
Cadascuna tenia un contramestre (còmit segons la denominació medieval) que ensenyava i exercitava diàriament en les seves respectives maniobres als remers, pilots i soldats. Les majors portaven d'avançada una falua de quaranta rems per fer la descoberta, sorprendre les naus enemigues, interceptar els seus combois i avisar de la seva derrota i de les seves intencions. Perquè no fossin albirades pels enemics les pintaven, així com les veles i eixàrcies d'un color "verd marí" perquè passessin inadvertides al mar i del mateix color vestien als mariners i soldats que anaven embarcats en aquestes naus.

## Velocitat de les liburnes
Segons estudis realitzats, alguns experts estimen que algunes liburnes podien assolir els 14 nusos navegant a vela i uns 8 nusos amb els rems.
Altres articles estimen que la velocitat de les liburnes devia ser inferior a la dels trirrems.

## Les liburnes descrites perVegeci
En una traducció al castellà de Flavius Renatus Vegetius es pot llegir una descripció de les liburnes pirates amb molts detalls interessants. Poden destacar-se, entre d'altres, les següents:
- la costum d'anar completament camuflades (naus, veles i tripulants) amb una pintura de color “verd terrós”
- l'ús de barques auxiliars de molts rems (“falúas” en la traducció castellana ; que en català clàssic seria una barca de panescalm) per a anar d'exploració avançada.